# Stomaphis matsumotoi
Stomaphis matsumotoi är en insektsart. Stomaphis matsumotoi ingår i släktet Stomaphis och familjen långrörsbladlöss. Inga underarter finns listade i Catalogue of Life.